# Fernando Santos
Fernando Santos López (Salamanca, 16 de marzo de 1923-Madrid, 18 de abril de 1993), fue un actor español.

## Biografía
Fue hermano del libretista Manuel Baz.
Integrante, desde 1942, del trío humorístico Zori, Santos y Codeso, que recorrió con gran éxito los escenarios de toda España durante los años 40 y 50 con espectáculos de revista. 
Tras alcanzar una enorme popularidad, en 1962, tras la marcha de Manuel Codeso, se reconfigura el grupo, que pasa a llamarse Zori y Santos. La unión profesional entre ambos cómicos se mantuvo durante más de 40 años.
A lo largo de su carrera hizo también esporádicas incursiones en el cine, y trabajó entre otras, en las siguientes películas: Los maridos no cenan en casa (1956), Cuatro noches de boda (1969), Casa Flora (1973), Zorrita Martínez (1975) y Cristóbal Colón, de oficio... descubridor (1982).

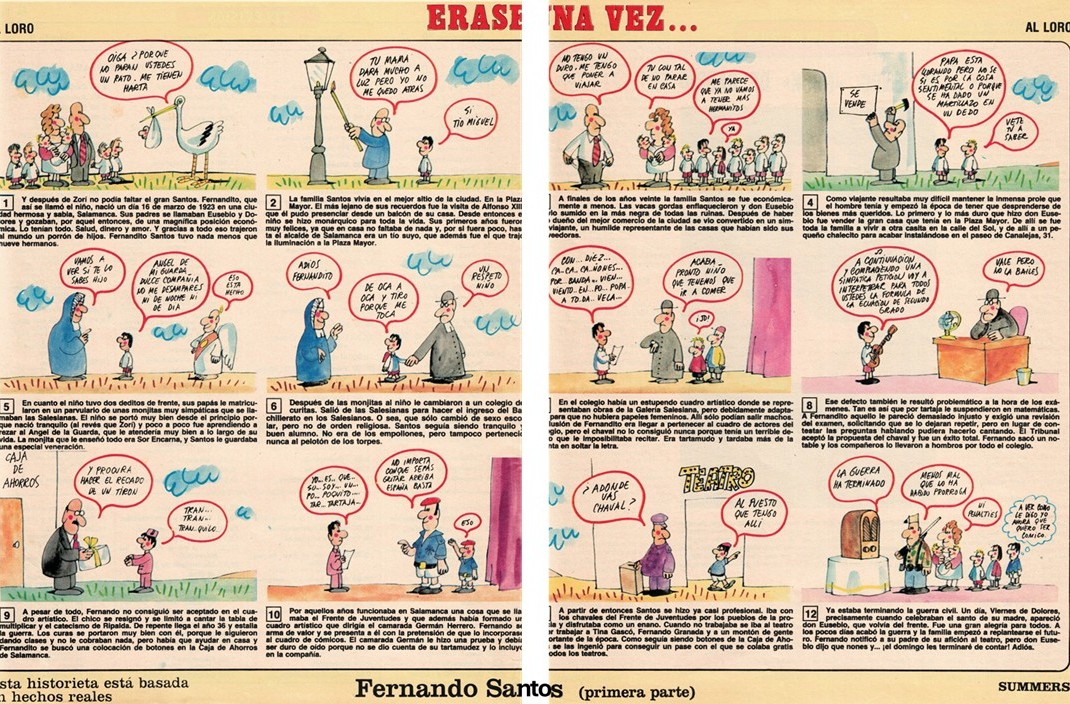
Biografía de Fernando Santos aparecida en Blanco y Negro

- Datos: Q5860223